# Фелпс (окръг, Мисури)
Вижте пояснителната страница за други значения на Фелпс.
Окръг Фелпс (на английски: Phelps County) е окръг в щата Мисури, Съединени американски щати. Площта му е 1746 km², а населението - 42 205 души. Административен център е град Рола.